# Waldemar Osterloff
Waldemar Osterloff (ur. 12 lipca 1858 w Żarkach, zm. 11 lutego 1925 w Warszawie) – polski pedagog i językoznawca.

## Życiorys
Po ukończeniu gimnazjum rządowego w Piotrkowie pracował jako nauczyciel w domach ziemiańskich. Od 1887 roku mieszkał w Warszawie, gdzie uczył języka polskiego oraz języków obcych, głównie niemieckiego, w prywatnych szkołach męskich (np. Emiliana Konopczyńskiego) i żeńskich (np. Jadwigi Taczanowskiej. Należał do komitetu redakcyjnego "Przeglądu Pedagogicznego", w którym zamieszczał prace z dziedziny metodyki nauczania. W roku 1888 reprezentował tę redakcję na międzynarodowym zjeździe nauczycielstwa w Szwajcarii. Pisał także do "Bluszczu", "Ateneum", "Głosu", "Przeglądu Pedagogicznego" i "Przyjaciela Dzieci". Współpracował z Encyklopedią Wychowawczą i  Wielką Encyklopedią Ilustrowaną. 
Autor wielu podręczników szkolnych (najpopularniejszy Kurs metodyczny języka niemieckiego miał osiem wydań) i wypisów z literatury oraz monografii popularnonaukowych z dziedziny historii nauczania, należących do klasyki przedmiotu. Współautor czterotomowych Dziejów powszechnych, obejmujących historię Europy od starożytności do czasów współczesnych (1905).
Pochowany na Cmentarzu Ewangelicko-Augsburskim przy ulicy Młynarskiej w Warszawie (aleja D, grób 55).

## Publikacje
- Zarys historii literatury niemieckiej (1903)
- Prorok pedagogiki nowoczesnej Henryk Pestalozzi (1910)
- Gimnastyka woli. Dziecko (1913)
- Pierwsza systematyczna nauka dziecka na podstawie jego rozwoju naturalnego (1919)
- Metodyka języka ojczystego w zakresie elementarnym (1921)
- Rozwój umysłu i uczuć dziecka. Psychologia dziecka (1921)
- Ewaryst Estkowski (1820-1856) (1921)
- Przodownicy myśli pedagogicznej na Zachodzie od czasów Odrodzenia (1918)
- Stanisław Konarski i Komisja Edukacji Narodowej (1923)
- Jean Paul w: Sławomir Sztobryn, Małgorzata Świtka, Polskie badania nad myślą pedagogiczną w latach 1900- 1939: Parerga, Gdańsk 2006.